# STEP (KARAのアルバム)
『STEP』（ステップ）は、KARAのオリジナル・アルバム。2011年9月6日に発売された。

## 概要
- 2011年9月6日午前0時、3集アルバム『STEP』の音源を公開した。韓国主要音源サイトリアルタイムチャート1位を独占、またCD売り上げチャートの主要サイトであるHenterチャートでリアルタイムおよびデイリー1位を獲得した[2]。

- 初動セールスは自身初の1万枚超えを達成しており、日本でも輸入盤のみで初動6000枚を記録した。また、10月5日に日本仕様盤のリリースが決定している[3]。

- 2011年9月21日より日本で着うたの配信が開始され、9月28日発表のレコチョク着うた（R）週間ランキングにおい て1位を獲得した。韓国語曲がレコチョク着うた（R）週間ランキング1位となるのは史上初の快挙である[4]。

- タイトル曲の「STEP」は、日本版オリジナルアルバム『スーパーガール』（2011年11月23日発売）とベストアルバム『BEST GIRLS』（2013年11月27日発売）のDisk-2（一般の作品におけるDisc-2に相当）にオリジナルバージョンが、シングル「スピード アップ/ガールズ パワー」（2012年3月21日発売）初回限定盤Cに日本語版が収録されている。また「DATE (My Boy)」の日本語バージョン「マイボーイ」が、シングル「バイバイ ハッピーデイズ!」（2013年3月27日発売）にカップリング曲として収録されている。

- 2020年3月17日にYouTubeの「STEP」のPVの再生回数が1億回を突破した。そのことについて、メンバーであったハン・スンヨンは自身のInstagramで感謝の気持ちを伝えた。なお、メンバーのク・ハラはその前年の11月24日に他界しており、コメント欄にはそのことを意識した書き込みも見られる。

- 上記のPVではメンバー全員がロングヘアーとなっているが、実際はPVの撮影当時スンヨンとニコルの髪はショートカットであり、かつらを着用して撮影が行われた。このことは、2012年12月5日に発売された『KARA "STEP IT UP"SPECIAL PHOTOBOOK』でも確認できる。

## 収録曲
1. EY! OH! (Intro)
2. STEP
エレキギター：ホン・ジュンホ（홍준호）、ベース：イ・テユン（이태윤）
3. RIDER
4. STRAWBERRY
5. 따라와 / ツイテキテ
6. DATE (My Boy)
7. 나는...(ing) (Acoustic Ver.) / 私は... (ing) (Acoustic Ver.)
8. KARA 4 U (Outro)
9. STEP (Inst.)
10. 내 마음을 담아서(Dear Kamilia) <Bonus Track> / 今、贈りたい「ありがとう」(韓国語 Ver.)